# 96º Gruppo di Bombardamento a Tuffo
Il 96º Gruppo di Bombardamento a Tuffo fu un gruppo di volo della Regia Aeronautica, attivo tra il maggio 1940 e il maggio 1941. Fu il primo gruppo della Regia Aeronautica specializzato nel bombardamento in picchiata. 

## Gli esordi
Il Volo a tuffo, più comunemente denominato Volo in picchiata, era già stato studiato e sperimentato a scopo bellico da aeronautiche di altri paesi come Germania e Stati Uniti d'America, quando il generale Giuseppe Valle, capo di stato maggiore della Regia Aeronautica chiese alla S.I.A.I. Marchetti di costruire un aereo adatto a questo tipo di volo. Nel 1938 la S.I.A.I. propose il bimotore S.M.85. Venne allora creato un gruppo denominato Gruppo sperimentale di Volo a Tuffo di stanza presso il campo volo militare di Lonate Pozzolo, costituito di provetti piloti provenienti da vari stormi, al comando del cap. Ercolano Ercolani con il compito di sperimentare l'S.M. 85 e renderlo bellicamente efficiente. Al prototipo iniziale furono nel tempo apportate molte modifiche e migliorie ma purtuttavia Ercolani non ne era completamente soddisfatto.

### I Picchiatelli
Il 20 maggio 1940, pochi giorni prima dell'entrata dell'Italia nella seconda guerra mondiale, il Reparto Sperimentale di volo a tuffo, fino allora considerato unità sperimentale, venne aggregato a tutti gli effetti alle unità di combattimento, inquadrati come sottogruppo dei Bombardieri di quota, con la nuova denominazione di 96º Gruppo di Bombardamento a Tuffo la cui sede restava a Ciampino-Sud ed era articolato in due Squadriglie di aerei: la 236ª e la 237ª, con una dotazione di diciotto apparecchi, oltre a quello del comandante Ercolani.
In questo periodo i piloti di questo Gruppo vennero popolarmente chiamati "Picchiatelli"... Un nomignolo che, sebbene non ufficiale almeno inizialmente, rimase a caratterizzarli e che poi dai piloti passò a designare gli aerei.

## La seconda guerra mondiale

### Pantelleria
Il comando aereo, ai primi di giugno del 1940 impartì al «96º Gruppo» l'ordine di trasferirsi nella sua nuova base aerea, l'aeroporto di Pantelleria che aveva gli hangar ricavati dentro il monte sovrastante - opera dell'architetto Pier Luigi Nervi - Un riparo ritenuto molto sicuro per gli apparecchi. Il 6 giugno il gruppo Ercolani era già nella nuova sede in attesa di ulteriori ordini. Nei giorni seguenti alcuni aerei del gruppo nelle settimane seguenti effettuarono voli di ricognizione verso Lampedusa, verso Capo Bon e verso il golfo di Hammamet allo scopo di individuare eventuali convogli nemici da segnalare, ma tutti senza esito.
Frattanto però stava accadendo l'imprevisto in quanto il clima caldo e umido degli hangar deformava la struttura in legno degli "S.M.85" svergolandone le ali e rendeva il volo in picchiata impreciso e pericoloso. In pochi giorni i bombardieri del Gruppo erano per la maggior parte inutilizzabili.
Una telefonata tra Ercolani e Pricolo chiarì la situazione. Il 22 giugno 1940 lo stato maggiore della Regia Aeronautica chiese e ottenne dall'alleato tedesco di poter acquistare un congruo numero di bombardieri in picchiata Junkers Ju 87. Il 5 luglio fu impartito a Ercolani l'ordine di fornire quindici nominativi di piloti e venti di tecnici da inviare ad un corso di istruzione a Thalerhof nei pressi dell'aeroporto di Graz. Il 9 luglio il personale richiesto era già in treno per Graz e dopo circa un mese, terminato il corso, i piloti del «96º Gruppo», a bordo di altrettanti Ju-87, tornarono in Italia con l'ordine di schierarsi sull'aeroporto di Comiso pronti a intervenire sul mediterraneo. Inquadrato nella «III Divisione Aerea Centauro» il gruppo, con una consistenza di nove aerei, era ancora suddiviso nelle due precedenti squadriglie: la 236ª comandata dal tenente Fernando Malvezzi, con una forza di sei aerei e la 237ª, comandata dal tenente Giovanni Santinoni, con tre aerei.

### Mediterraneo e Malta
La prova del fuoco avvenne il 2 settembre 1940 allorché fu segnalata una formazione di naviglio inglese in movimento da Gibilterra verso Alessandria d'Egitto che venne raggiunto e attaccato nelle acque a sud di Malta. Gli equipaggi del «96º Gruppo» durante il loro attacco notarono due centri su una nave portaerei e su un'altra grande unità; di questa operazione parlò il Bollettino di guerra n. 88 del 3 settembre.L'ammiraglio inglese Andrew Cunningham che assistette all'attacco, registrò le proprie impressioni nel suo memoriale.Nello stesso giorno i "Picchiatelli" attaccarono anche la base navale di Malta.Il 5 settembre fu la volta del Forte di Delimara che rimase semidistrutto  e, il 15 settembre, dell'aeroporto Hal Far oltre all'attacco a difese aeree e distruzione di un deposito di carburante. Operazione ripetuta il 18 settembre sull'aeroporto di Micabba. In questa operazione il Gruppo perse un valido pilota, il serg.magg. Luigi Catani (medaglia d'argento) ed il suo armiere,  1° Av.Arm Francesco de Giorgi.

### Balcani
Lo stato maggiore frattanto predisponeva per l'imminente campagna di Grecia. Ricevuti gli ordini Ercolani il 27 ottobre 1940 già schierava sull'Aeroporto di Lecce-Galatina l'intero Gruppo di quindici "Picchiatelli"" oltre al trimotore Savoia-Marchetti S.M.81 per il trasporto di munizioni e attrezzature da campo.
Le loro operazioni militari iniziarono il 2 novembre e furono assai ostacolate dalla scarsa visibilità di quell'autunno lungamente piovoso, dalle asperità del suolo montagnoso con stretti valloni e costoni boscosi, nonché dalla violenta contraerea. Furono compiuti attacchi a ponti, porti e postazioni militari sia su territorio albanese che macedone. Fu un'esperienza assai dura che perdurò sino alla fine di dicembre, con più missioni giornaliere. Costò la perdita di valenti aviatori come il M.llo Scarpini e il Ten. Andrea Brezzi oltre ai due rispettivi armieri.

### Ancora Mediterraneo
il Generale Francesco Pricolo, capo di Stato maggiore pro-tempore.così annotava nel suo diario: «...Fin dal giorno 8 gennaio [1941] i nostri informatori ci comunicavano che il gruppo navale H [inglese] era uscito da Gibilterra e quasi contemporaneamente la flotta di Alessandria d'Egitto navigava verso ovest. In conseguenza di gravi impegni in Libia...si poté trasferire solo un gruppo di dodici “Stuka Picchiatelli” da Lecce-Galatina a Comiso...»  Così, l'8 gennaio 1941, il Gruppo fece ritorno su quella base e le operazioni di attacco iniziarono il 10 gennaio mattina quando tre Ju-87 della 236ª Squadriglia colpirono l'incrociatore leggero Southampton che riportò gravissime conseguenze.
 Ma il deteriorarsi della situazione italiana nella Campagna del Nordafrica impose al comando lo spostamento del 96º Gruppo in Libia.

### Libia
Il 30 gennaio 1941 gli Stuka del Gruppo erano sull'Aeroporto di Comiso pronti alla partenza con le loro attrezzature complete ad eccezione delle prese d'aria antisabbia "non disponbili l momento", anche indispensabili data la destinazione. Il 2 febbraio, con scalo intermedio a Pantelleria, posarono le ruote "...sulla polvere della base di Misurata...". Qui il Gruppo trovò problemi destinati a perdurare riguardo al carburante, agli ammunizionamenti, ai carrelli per il trasporto e al carico delle bombe e ad altre attrezzature.
Il 27 febbraio giunse l'ordine di prender cottanto e allacciare i rapporti con lo Stukagruppe al seguito della spedizione del Gen. Erwin Rommel giunta da poco tempo con larghe attrezzature che non erano propensi a cedere agli italiani.

Furono infatti concordate ed attuate varie missioni di bombardamentovdi naviglio britannico diretto a Tobruch.

Il 5 aprile il Gruppo aveva per primo posato le ruote su Bengasi appena evacuata dai britannici e ìl 10 aprile, occorrendo un avvicinamento a Tobruch ne fu deciso lo spostamento sulla base di Derna, come tappa intermedia. Gli "Ju-52" vi era da poco atterrato su quell'aeroporto, "...la solita spianata di sabbia...", quando un gruppo "Hurricane" passò a volo radente mitragliando . L'improvvisa incursione ferì gravemente il M.llo Pietro Mazzei, della 236ª Squadriglia che trasportato all'ospedale militare di Bengasi, vi morì due giorni dopo.
 Il giorno dopo, durante un'azione su Tobruch, il comandante Enrico Bassi fu costretto a lanciarsi col paracadute in quanto il suo velivolo, colpito a un serbatoio, era in fiamme. Caduto nel deserto e ferito, fu recuperato da una ronda inglese e così si salvò pur rimanendo in un campo di origionia per cinque anni. Il suo armiere invece, il 1º Aviere Colombo, era rimasto ucciso dalla raffca.
 Il Comandante Ercolani ed il tenente Fernando Malvezzi verso la metà di aprile si erano entrambi ammalati e pertantp furono rimpatriati. Il comando del 96º Gruppo fu quindi affidato al capitano Giovanni Santinoni, l'anziano più alto in grado al momento.

Il 14 maggio la 236ª squadriglia, l'ultima rimasta al 96º Gruppo, "...col materiale del tutto usurato [dalla sabbia], riceveva l'ordine di arretrare a Castel Benito, con i velivoli in carico, le attrezzature e il personale..." mentre la 237ª divenne autonoma con una efficienza di cinque aerei, fino a che si decise, all'inizio di novembre, la sua trasformazione su Fiat C.R.42 "Falco".

### Annotazioni
1. ↑  «...con evidente riferimento alle difficoltà e al tipo di volo...», annotò Pricolo nel suo memoriale.
2. ↑  «...Una formazione navale nemica...è stata raggiunta dalla nostra aviazione...e da squadriglie di "Picchiatelli"” (nuove formazioni di bombardieri in picchiata)...».
3. ↑  «...Eravamo troppo interessati a questa nuova forma di attacco per avere paura...non vi è dubbio che i protagonisti fossero attori perfetti. Si disponevano in grande circolo sopra la flotta e si abbassavano in picchiata uno alla volta...non potevamo non ammirare l'abilità e la precisione della loro manovra...»
4. ↑  Il serg.magg.Catani che, impegnato in combattimento con un Gladiator e un Gloster inglesi a pochi metri di quota, avendo il proprio Stuka in fiamme riuscì ad ammarare ma fu preso prigioniero, mentre l'armiere de Giorgi era stato mitragliato. In una consimile vicenda fu agganciato il Ten. Andrea Brezzi che riuscì a disimpegnarsi, ma anche qui il suo armiere 1º Aviere Vio rimase ucciso, come pure il 1º Aviere Vio, mitragliere del Ten. Andrea Brezzi.
5. ↑  Nomignolo ormai già ufficialmente riconosciuto.
6. ↑   Erano pilotati dal tenente Fernando Malvezzi, dal sergente maggiore Pietro Mazzei, e dal sergente Giampiero Crespi.

### Fonti
1. ↑  Borgiotti, Gori 1978, pp. 5-6.
2. ↑  Nino Arena, 1981, p. 641.
3. 1 2  Borgiotti, Gori 1978, p. 6.
4. ↑  Pricolo 1971, p. 132.
5. ↑  Borgiotti, Gori 1978, p. 7.
6. ↑  Borgiotti, Gori 1976, p. 14.
7. 1 2  Borgiotti, Gori 1978, p. 13.
8. ↑  Borgiotti, Gori 1978, p. 15.
9. 1 2   Arrigo Petacco, 1940, giorno per giorno attraverso i bollettini del Comando Supremo, Milano, Leonardo, 1989,  p. 105, ISBN 88-355-00648.
10. ↑   Andrew Cunningham, L'odissea di un marinaio, traduzione di Aldo Fraccaroli, Milano, Editore Garzanti, 1952,  p. 140.
11. ↑  Petacco 1940, pp. 116-117.
12. ↑  Petacco 1940, p. 118.
13. ↑  Petacco 1940, p. 120.
14. ↑  Borgiotti, Gori 1978, p. 21.
15. ↑  Borgiotti, Gori 1978, p. 22.
16. ↑  Borgiotti, Gori 1978, p. 31.
17. ↑  Pricolo,  1946, p. 132.
18. ↑  Pricolo, 1946, p. 36.
19. ↑  Borgiotti, Gori 1978, p. 32.
20. ↑  Mattesini 1995, p. 72.
21. 1 2 3  Borgiotti, Gori 1978, p. 37.
22. ↑  Borgiotti, Gori 1978, p. 39.
23. ↑  Borgiotti, Gori 1978, p. 45.
24. ↑  Borgiotti, Gori 1978, p. 47.
25. ↑  Borgiotti, Gori 1978, p. 48.
26. ↑  Borgiotti, Gori 1976, p. 57.